# Hipóstrato

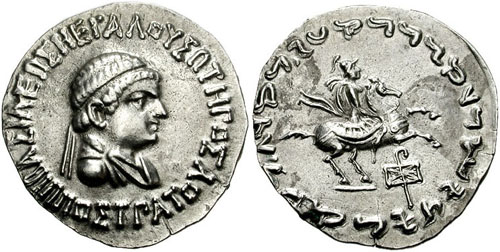
Moneda de Hipóstrato

Hipóstrato (Griego: Ἱππόστρατος) fue un rey indogriego que gobernó el Punyab central y noroccidental, y Pushkalavati. Bopearachchi data a Hipóstrato en 65 a 55 a. C., mientras que R. C. Sénior sugiere 60 a 50 a. C.

## Gobierno
En la reconstrucción de Bopearachchi, Hipóstrato llegó al poder como sucesor de Apolodoto II, en la parte occidental de su reino, mientras el débil Dionisio ascendió al trono en la parte oriental. Sénior supone que los reinados de Apolodoto II e Hipóstrato se solaparon; en ese caso, Hipóstrato gobernaría un reino que estaba al del oeste de los dominios de Apolodoto.
Igual que Apolodoto II, Hipóstrato se tituló Soter, Salvador, en todas sus monedas, y en algunas acuñó también el título de Basileos Megas, Gran Rey, el cual heredó de Apolodoto II. Esto puede apoyar el escenario de Sénior de que Hipóstrato extendió su reino después de la muerte de Apolodoto. La relación entre estos dos reyes queda incierta, debido a la carencia de fuentes. Hipóstrato sin embargo no utilizó el símbolo de Athena Alkidemos, que era común a todos los otros reyes que se piensa que estaban relacionados con Apolodoto II. Los dos reyes comparten sólo un monograma.
La cantidad y calidad de las monedas de Hipóstrato indican un rey bastante poderoso. Hipóstrato parece haber luchado bastante exitosamente contra los invasores Indoescitas, dirigidos por el rey escita Azes I, pero fue finalmente derrotado y se convirtió en el último rey indogriego occidental.

## Monedas de Hipóstrato
Las monedas de plata de Hipótrato se emiteron con un retrato con diadema en el anverso, y tres reversos. El primero es la imagen de un rey con caballo rampante, un tipo común frecuentemente utilizado por los reyes anteriores, Antímaco II y Filoxeno. El segundo reverso también es un rey a caballo, pero el caballo está andando y el rey hace un gesto de bendición. Este tipo se parece a un tipo raro de Apolodoto II. El tercero es una diosa de pie, quizás Tyche.
Hipóstrato acuñó varios bronces de los tipos utilizados por varios reyes: deidad-serpiente con patas (como la utilizada por Telefo) /diosa de pie; Apolo/trípode (Apolodoto II, y varios reyes anteriores); Zeus-Mitra sentados/caballo, reminiscecia de las monedas de Hermeo.

## Reacuñaciones
Azes I reacuñó muchas monedas de Hipóstrato.